# Physiologie du mariage
Physiologie du mariage (em português, Fisiologia do Casamento) é um ensaio de 1829 escrito pelo autor francês Honoré de Balzac e que, em 1846, foi incluído na seção Études analytiques ("Estudos analíticos") de sua Comédie humaine.